# De Phenomenis in Orbe Lunae
De Phenomenis in Orbe Lunae (łac. o fenomenach w świecie lunarnym) – książka z roku 1612 autorstwa Giulio Cesare la Galla, profesora Kolegium Rzymskiego, uznawana za pierwsze dzieło na temat bioluminescencji.